# دزدیدن ائوروپه (رامبرانت)
دزدیدن ائوروپه (به انگلیسی: The Abduction of Europa) یکی از نقاشی‌های رامبرانت با موضوع نادر اساطیری اوست. این کار نقاشی رنگ روغن است و اکنون در موزه جی. پال گتی نگهداری می‌شود. الهام بخش برای نقاشی، دگردیسی‌های اووید است که بخشی از آن حکایت از اغواگری زئوس و تصرف ائوروپه است. این نقاشی صحنه ای ساحلی را نشان می‌دهد که ائوروپه با گاو نر در آب‌های خشن دور می‌شود در حالی که دوستان وی با ابراز وحشت در ساحل مانده‌اند. رامبرانت برای خلق این اثر تمثیلی، دانش خود را از ادبیات کلاسیک با علایق حامی ترکیب کرد. استفاده از اسطوره باستانی برای انتقال اندیشه معاصر و به تصویر کشیدن وی از صحنه با استفاده از سبک باروک دو جنبه محکم کار است.
ربوده شدن ائوروپه تفسیر دوباره داستان رامبرانت است که در یک مکان معاصر تر قرار گرفته‌است. رامبرانت در اوایل زندگی در آمستردام به دنیای کلاسیک علاقه نشان داد که یک مرکز کسب و کار در حال رشد بود و در آنجا به کارهایی با موفقیت بزرگ دست یافت. در این مدت، سبک بین‌المللی باروک، روشی محبوب بود. رامبرانت بسیاری از نقاشی‌های موضوع اساطیری را کامل نکرد. از سیصد و شصت اثر تکمیل شده، پنج داستان نمایش داده شده از دگرگونی‌ها، پنج الهه به تصویر کشیده، یک ملکه کارتاگینیان، که همه فقط پنج مورد نشانگر اسطوره بودند. رامبرانت گهگاه از این نقاشی‌های اساطیری به عنوان تمثیل استفاده می‌کرد و داستان آن را برای برخی مسیحیان یا یک سنت اخلاقی به کار می‌برد.

## تأثیر تیسین

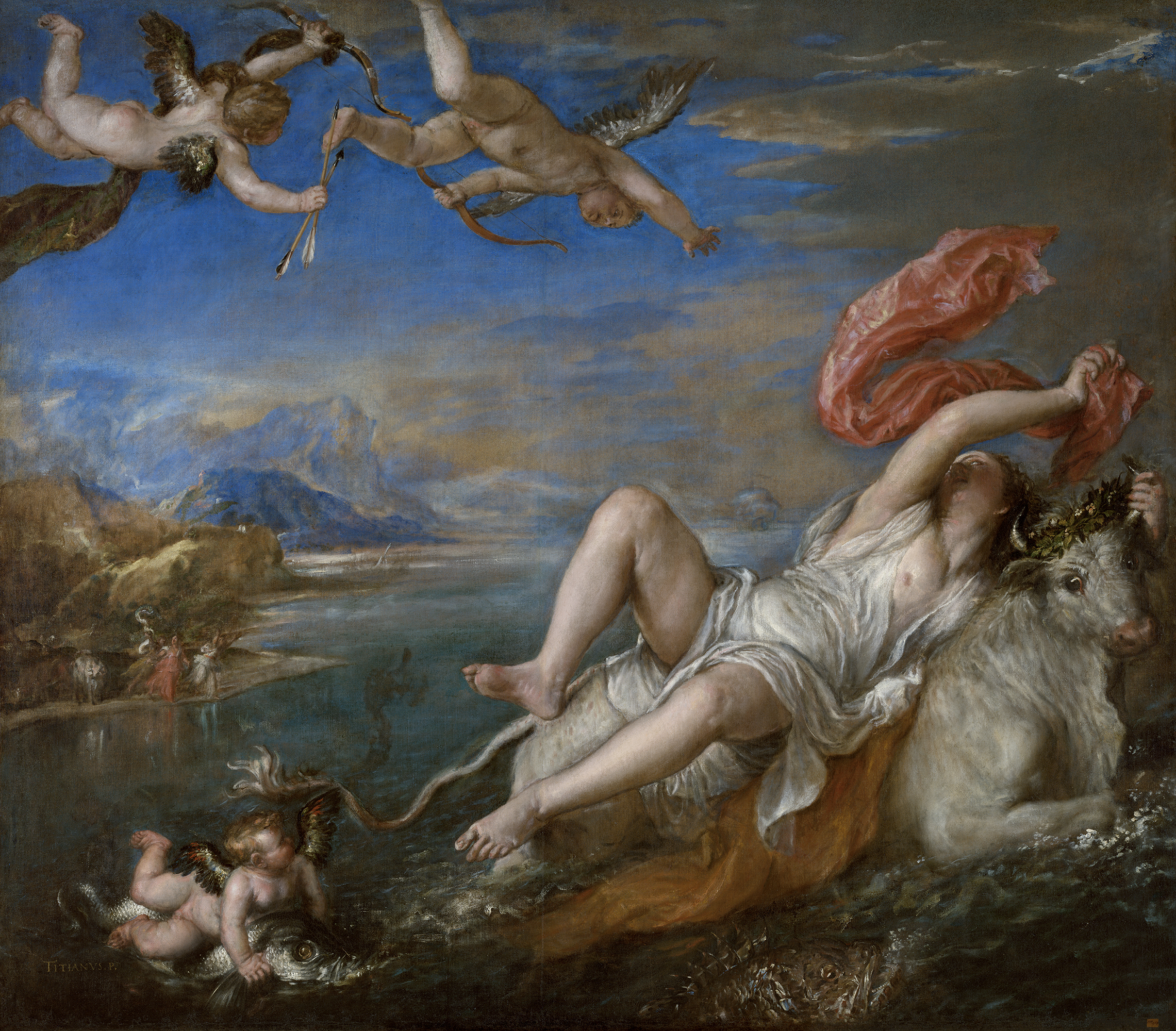
تجاوز به ائوروپه، تیسین، ۱۵۶۰–۱۵۶۲

رامبرانت اولین هنرمندی نبود که توصیف گر آدم‌ربایی ائوروپه توسط زئوس بود. هنرمند ایتالیایی، تیسین، تقریباً هفتاد سال قبل، اثری مشابه را خلق کرده بود. بسیاری از مورخان هنر از جمله وسترمن موافق هستند که تیسین تأثیر زیادی در رامبرانت دارد و این دو هنرمند را در آثار مقایسه ای، با دانائه به هم پیوند می‌دهد.
رامبرانت را غالباً «تیسین شمال» می‌نامند، و بسیاری از قطعات پرتره وی تأثیر شیوه و تکنیک تیسین را نشان می‌دهد. گرچه رامبرانت هرگز به ایتالیا سفر نکرد، اما نقاشی‌های ونیزی که به آمستردام آورده می‌شدند و آنجا به عنوان یک مرکز هنری رشد روزافزون داشت. امی گلانی در یک پایان‌نامه، این تفکر را توجیه می‌کند. او می‌نویسد: «وقتی وزیر وقت استودتودر از دو نقاش جوان رامبرانت و یان لیونس سؤال کرد که چرا آن‌ها سفر به ایتالیا را برای مطالعه بناهای عالی آنجا و به ویژه آثار رافائل و میکل‌آنژ انجام نداده‌اند، پاسخ دادند که در در هلند تعداد زیادی از هنر ایتالیایی وجود دارد که باید دیده شود.»